# Pseudotyrannochthonius undecimclavatus
Pseudotyrannochthonius undecimclavatus är en spindeldjursart som först beskrevs av Kuniyasu Morikawa 1956.  Pseudotyrannochthonius undecimclavatus ingår i släktet Pseudotyrannochthonius och familjen käkklokrypare.

## Underarter
Arten delas in i följande underarter:
- P. u. kishidai
- P. u. undecimclavatus